# Contesto della forma
Il contesto della forma (in inglese: Shape Context)  è un descrittore di caratteristica usato nel riconoscimento di oggetti. Serge Belongie e Jitendra Malik proposero il termine nel loro articolo Matching with Shape Contexts (in italiano: "Confronto con i contesti di forma") nel 2000.

## Teoria
Il contesto della forma è inteso come un modo di descrivere le forme che permette la misura della similarità di una forma e il recupero dei punti corrispondenti. L'idea base è di prendere n punti sui contorni di una forma. Per ogni punto pi sulla forma si considerano gli n − 1 vettori ottenuti dalla connessione di pi agli altri punti. L'insieme di tutti questi vettori è una ricca descrizione della forma localizzata in quel punto ma non è ancora molto dettagliata.
L'idea chiave è che la distribuzione sulle posizioni relative è un descritto altamente discriminativo, robusto e compatto.
Così per il punto pi, l'istogramma delle relative coordinate dei rimanenti n − 1 punti,
{\displaystyle h_{i}(k)=\#\{q\neq p_{i}:(q-p_{i})\in {\mbox{bin}}(k)\}}
è definito  per essere il contesto di forma di pi.
Il fatto che il contesto di forma è un descrittore ricco e discriminativo può essere visto nella figura seguente.